# قصر الجزيرة
قصر الجزيرة كان واحدا من القصور الملكية المصرية لأسرة محمد علي، القصر في حي الزمالك في الجزيرة على نهر النيل، مكانه الحالي وسط فندق ماريوت القاهرة شمال جسر السادس من أكتوبر.

## التاريخ
اسمه الأصلي القصر الكبير شيده عبد الرحمن كتخدا القصر قبل سنة 1759 ليقيم فيه الباشا المعين لحكم مصر قبل أن ينتقل إلى القلعة، وليقيم فيه رجالات الدولة العثمانية عند زيارتهم للبلاد. كان هذا القصر يتكوّن من عدد كبير من الوحدات المعمارية المصطفّة على طول ضفة النيل. تبدأ هذه الوحدات بباب يؤدي إلى ممر ثم درقاعة تُفضي إلى صحن فسيح، على يمينه إسطبل وطاحونة وفرن. يوجد في هذا الصحن أيضًا باب يؤدي إلى قسم الحريم وخمس مخازن وسلّم يصعد به إلى الطابق العلوي.
كما كان هناك باب آخر يُفضي إلى قاعة سفلية تحتوي على إيوانين (كبير وصغير) وقاعة داخلية وثلاث غرف جانبية، وللإيوانين نافذتان على النيل. كانت هناك نافورة من الرخام الملون في منتصف القاعة الداخلية، وفي القاعة باب يؤدي إلى مساكن تقع في الطابق العلوي. ويضم القصر أيضًا قاعة أخرى تطل على النيل، تتكوّن من إيوان واحد وغرفة جانبية وبها نوافذ تطل على النهر، وفيه أيضًا غرف مخصّصة لإقامة المماليك. أما القاعة العلوية الكبرى، فتضم إيوانًا واسعًا وقاعة داخلية وغرفتين جانبيتين، إحداهما تطل على النيل والأخرى تطل على المقعد.
ويتكوّن المقعد من ستة أقواس تستند إلى خمسة أعمدة من الرخام الأبيض، ويطل بدوره على النيل. ويوجد أسفل المقعد ديوان يطل على النهر أيضًا بنفس عدد الأقواس والأعمدة. كما يوجد باب في المقعد يؤدّي إلى مساكن الحريم التي تشمل غرفًا ومطبخًا وحمامًا. خُصصت أيضًا غرفة داخل القصر لتناول القهوة وأُلحق به حديقة وصهريج ومُصلّى، وبلغت مساحته الكلية فدانين ونصف.

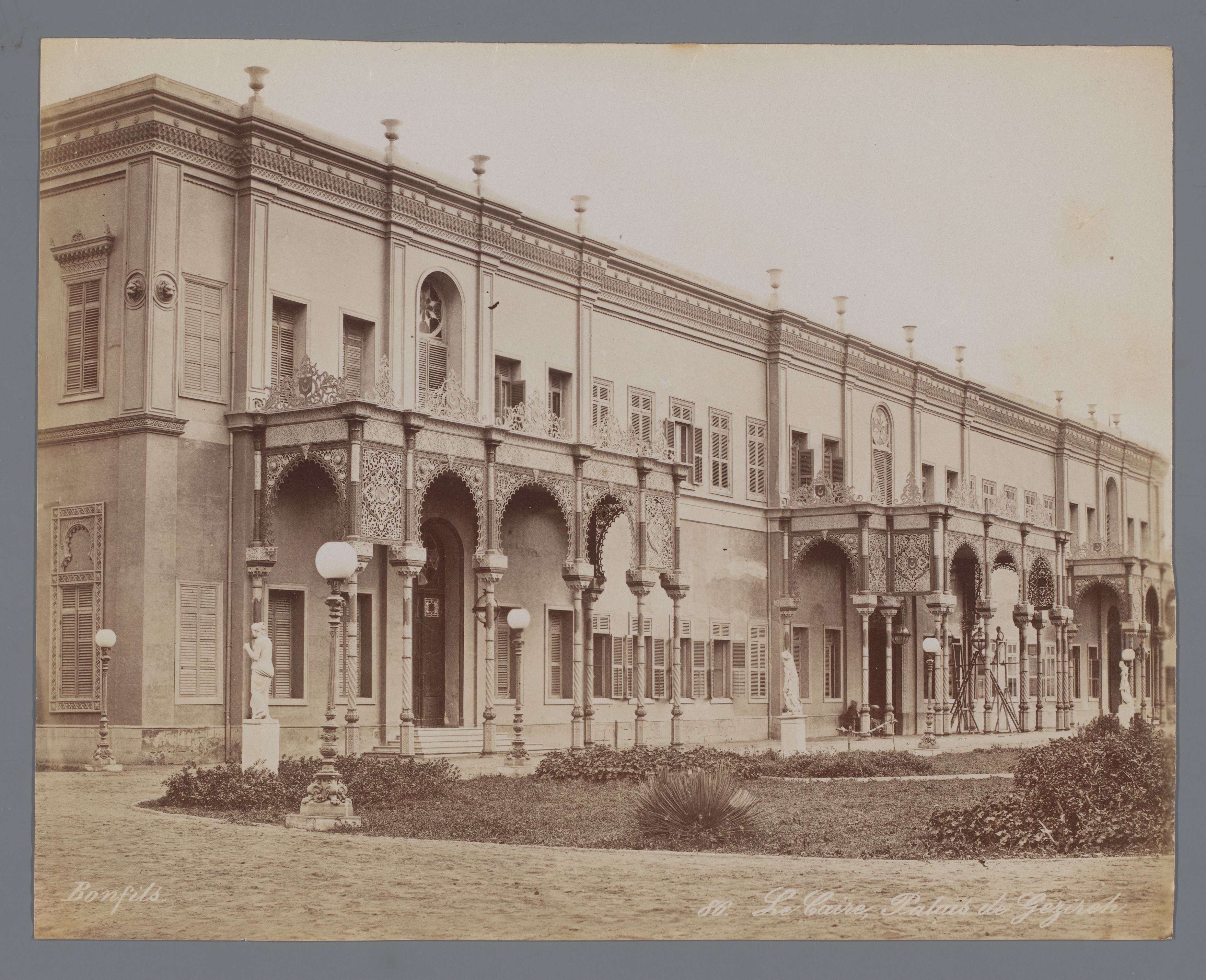
صورة مقربة لواجهة القصر تظهر بها زخارفه الإسلامية

هدم إبراهيم باشا القصر وأعاد بنائه عدة مرات ثم آل إلى ابنه الخديوي إسماعيل الذي هدمه وأعاد بنائه في عهد محمد سعيد باشا، بعدما تولى حكم مصر رأى استغلال القصر ليقيم فيه ضيوف مصر الأجانب أثناء حفل افتتاح قناة السويس. فأعيد بناء القصر بين سنتي سنة 1864 وسنة 1869 وكان يتكون من ثلاثة أقسام رئيسة هي الحرملك والسلاملك الصغير والسلاملك الكبير الذي يشبه قصر الحمراء بغرناطة على مساحة إجمالية قدرها 60 فدان.
يجمع الطراز المعماري الخارجي للقصر بين طراز الروملي والإسلاميي، صمم القصر المهندس النمساوي يوليوس فرانس باشا وقيل كوريل ديل روسو أو شميدت وأشرف على بنائه حسن بك نور الدين. وتولى المعماري الألماني كارل فون ديبتش تصميم البوائك الحديد والتذهيب والزخارف الداخلية التي بلغت كلفتها 1100 جنيه إسترليني، وكلف الإيطاليين آرنستوفيروتشي وأنجلو أركولاني بصنع بعض الأعمال الزخرفية. تكلف إنشاء هذا القصر بالإجمال مبلغ باهظ قدر بنحو 898,691 جنيه.
صُودِرَ القصر في عام 1876 مع كل أملاك الخديوي إسماعيل، اشترت شركة بهلر للفنادق القصر في سنة 1879 وحولته إلى فندق الجزيرة ثم شرته عائلة لطف الله اللبنانية واسمته سراي لطف الله. آلت ملكية القصر إلى الدولة سنة 1961 ثم أدرته شركة تور هوتيل باسم قصر عمر الخيام في شهر ديسمبر 1963 وأجرت عليه تعديلات عدة مثل تغير استخدام بعض غرف الطابقين الثاني والثالث لتصبح غرف للضيوف وأقيم ملهى ليلي بالدور الأرضي. تقرر تحويل الفندق إلى فندق عالمي في سنة سنة 1975 فأعطي لشركة ماريوت التي بنت حول القصر مباني جديدة لتكون غرف النزلاء.

## التصميم

نافورة داخلية بالقصر

للقصر أربع وجهات أهمها الشرقية والغربية لذا كان الباب الرئيس في الجانب الشرقي والجانب الغربي في ثلاثة مداخل. يتكون القصر من دور أرضي فوقه ثلاثة طوابق، الأرضي كان مخصص للأغراض الخدمية وفيه قاعة الاستقبال الرئيسة، والطابق الأول فيه قاعة استقال والطابق الثاني فيه مجموعة من قاعات ومخازن وقاعة الاحتفالات الكبرى، وأما الطابق الثالث ففيه ملهى ليلي ومطبخ فرعي ومجموعة مخازن. طوله (السلاملك الكبير) كان أكثر من مائة متر ويحمل سقفه عدة أعمدة منقوشة بزخارف عربية، وسط القصر فناء مفتوح أرضه من المرمر وفيه نافورة أثرية.
أما السلاملك الصغير فكان يسمى بقصر الأعياد ويقع على ضفاف النيل أمام مرسى بولاق ويفصله عن النيل حديقة أزهار في وسطها نافورة من المرمر المنقوش فيها تمثال لأوزيريس، وفي هذا القصر كان يقام عيد الجلوس في 8 يناير من كل العام. يجمع تصميم هذا القصر بين النمط الإسلامي على الواجهات والنمط المعماري الأوروبي في داخله فقد كانت غرف القصر تشابه قصر التويلري الفرنسي.
كلف الخديوي إسماعيل المهندس الفرنسي باربل بتحويل الأرضي الزراعية المجاورة للقصر إلى حديقة فردمت الأرض وقسمت إلى عدة حدائق هي: أولها الحديقة الخديوية التي كان بها سنة 1876 ما يزيد عن مليون نبتة أجنبية بعضها مثمر والأخر للزينة، وحديقة قصور الجزيرة التي بداخلها القصر وحديقة للأسماك، وكان يوجد في الحدائق قطعة من الخشب المتحجر جُعل به أنفاق تفيض منها المياه مثل العيون وتنساب هذه المياه في أرجاء الحدائق والسلاملك وجنوبها بحيرة بها جزيرة صغيرة فيها كهوف للطيور المائية النادرة. وألحق بكل هذه الحدائق صوب للنباتات ليزين بها القصر وحدائقها عند إقامة الحفلات والمناسبات به.
صنع في الحديقة تماثيل لأسود تصب الماء من أفواهها وقوارب صغيرة تصبح في البحيرة وتماثيل لآلهة اليونان بين الأشجار. الشكل الحالي للقصر في فندق ماريوت ليس هو الشكل الأصلي إذ رممت عدة أجزاء من القصر مثل الكرانيش والحليات الموجودة حول الشبابيك وحول الأسقف وصالة المدخل الرئيس وقاعة أوجيني والقاعدة الإسلامية وقاعة البلياردو ورممت كذلك السلالم الرخامية والتحف الفنية.